# Pardessus (Mode)

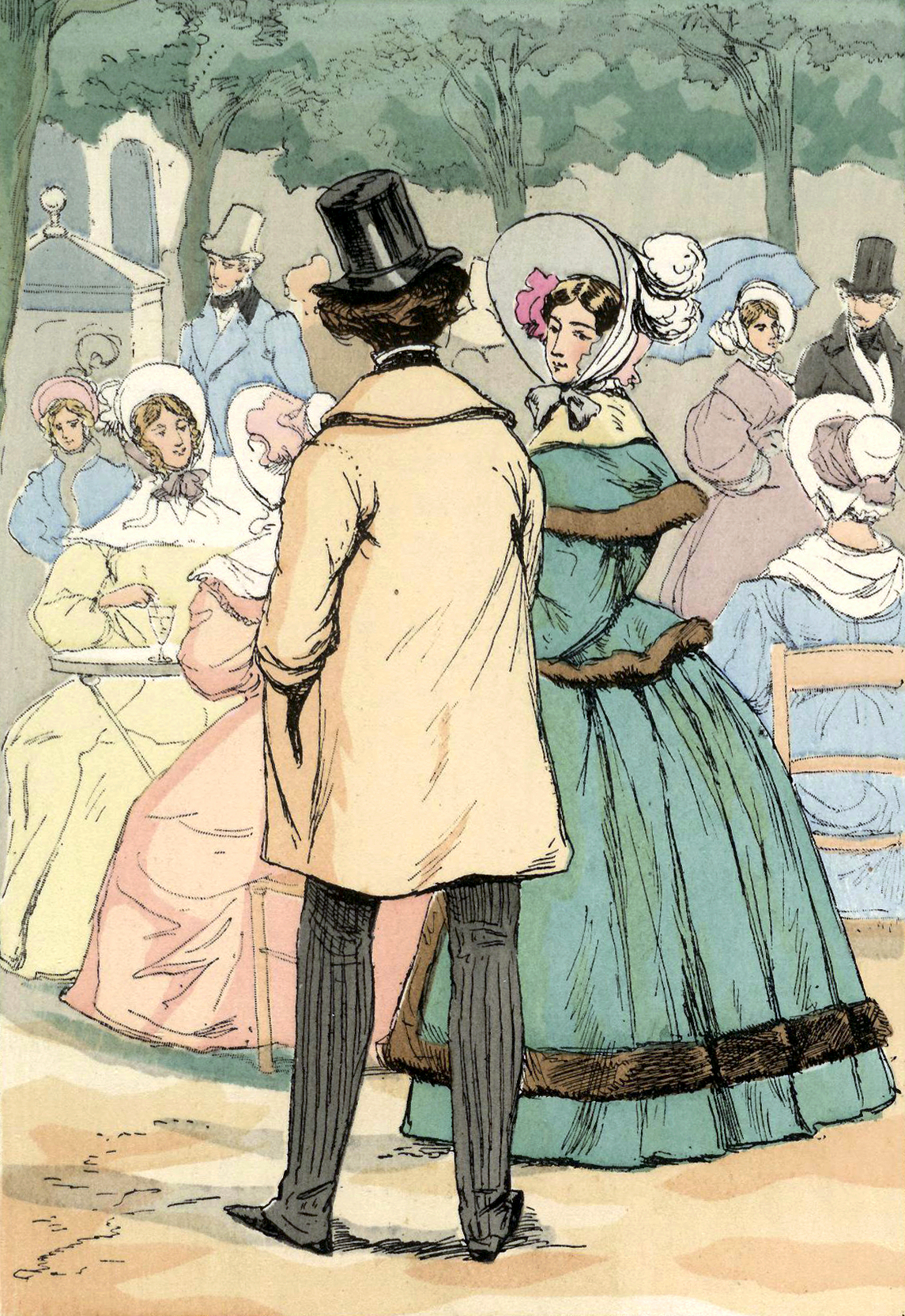
Dame mit pelzverbrämtem Pardessus und Kapotthut, 1837

Der Pardessus (französisch par dessus „darüber“) ist ein dem Paletot ähnelnder, taillierter Mantel, der zur Zeit der Krinolinenmode im 19. Jahrhundert getragen wurde. Er unterscheidet sich vom Paletot vor allem dadurch, dass er etwas stärker tailliert ist (oft auch mit Abnähern im Prinzessschnitt) und mit Pelz oder Samt verbrämt ist.